# 伊勢貞親
伊勢 貞親（いせ さだちか）は、室町時代中期の武士で室町幕府政所執事である。桓武平氏の流れを汲む伊勢氏。父は伊勢貞国、母は蜷川親俊の娘。弟に貞藤。子に貞宗・貞祐、貞就、玄真。

## 生涯
8代将軍足利義政を幼少の頃から養育し、嘉吉3年（1443年）には管領畠山持国の仲介で義政と擬似父子関係を結んだ。ただし、義政は誕生直後から乳父である烏丸資任の屋敷で育てられており、貞親は義政に早くから近侍していたとは言えその影響力は資任に抑えられていた。それが大きく変わるのは、長禄2年（1458年）に義政が烏丸邸から花の御所に移り、公家である資任の役割が低下した以降であるとの指摘もある。享徳3年（1454年）に家督を相続、同年に発生した土一揆への対処として考案された分一銭制度の確立などを通じて幕府財政の再建を成功させ、義政の信任を得た。また、政所執事には就任していなかったが（文安6年（1449年）から二階堂忠行が在任）、義政から収入と支払の権限を与えられ幕府財政を任され、政所の裁判に携わる官僚の人事権や将軍の申次衆も一族で固めて政所の実権を握り、奉行衆・番衆・奉公衆の指揮権も任され幕府の政治・軍事も掌握、親政を目指す義政にとって無くてはならない存在となっていった。
康正元年（1455年）頃から義政の御内書に副状を添えるようになり、それまでは管領細川勝元が発給していた副状に代わり義政の御内書発給数が上回り、幕府奉行人の管轄が管領から貞親（将軍）へ移動、奉行人奉書または御内書を通して義政の親政を支え勝元を牽制、軍事でも義政の補佐役を務め義政との会談及び方針を決定する重要な役割を任された。寛正元年（1460年）に享徳の乱で混迷していた関東諸大名の取次も任され、同年6月に二階堂忠行に代わり政所執事に就任し、禅僧の季瓊真蘂らと共に政務の実権を完全に握った。
寛正4年（1463年）、義政の母日野重子が死去したことを口実に反逆者となっていた斯波義敏・畠山義就を義政を通して赦免させ、寛正6年（1465年）に勝元が敵対した大内政弘討伐を要請した時は、表向き義政が政弘討伐命令を下す一方で裏から政弘を支援、勝元との対立が激化した。寛正6年（1465年）に義政の正室日野富子が男子（足利義尚）を産むと義尚の乳父となる。
この頃問題となっていた斯波氏の斯波義敏と斯波義廉の家督争い（武衛騒動）にも介入し、文正元年（1466年）に貞親らは義政に進言して斯波家家督を義敏に与えさせるが、山名持豊（宗全）や義敏派であった勝元らが義廉支持に回り、貞親と敵対した。また、義尚の誕生によって、次期将軍に決定していた義政の弟足利義視と義尚の間で将軍後継問題が発生すると、義尚の乳父であった貞親は義視を排斥するために義視謀反の噂を流し、その殺害を義政に進言したが、義視が勝元を頼るとその罪を問われて京を追われ、近江、次いで伊勢へ逃れた。同時に真蘂や義敏、赤松政則ら貞親派とされた者も失脚した。これを文正の政変と言う。
翌応仁元年（1467年）、勝元率いる東軍と宗全率いる西軍の間で戦端が開かれ応仁の乱が起こると、義政に呼び戻され6月に伊勢から上洛、翌応仁2年（1468年）閏10月に正式に復帰した。しかし復帰に反発した義視が同年11月に出奔して西軍に擁立され、戦乱が長期化する事態となった（弟の貞藤も西軍に鞍替えした）。また、復帰したとはいえかつてのように重要任務を任されることはなく、西軍の部将朝倉孝景の帰順交渉を担当したこと以外に目立った活動は無かったが、文明3年（1471年）4月に万里小路春房とともに蜂起を企てたと疑われて春房とともに近江の朽木貞綱（貞綱室は春房の妹）の元に亡命して出家、そのまま引退した（交渉は浦上則宗に交代、この騒動の背景に反義視の動きに関わる公家層も巻き込んだ蜂起計画があったとする説もある）、2年後の文明5年（1473年）に若狭で死去した。享年57。
応仁の乱の原因を作った一人とも言われ、『応仁記』では賄賂を横行させ淫蕩に感け、幕府の治世を腐敗させた悪吏として指弾されている他、『応仁別記』という本には「世の中は 皆歌読に 業平の 伊勢物語 せぬ人ぞなき」という落首が伝わる。一方で、文正の政変を扱った『文正記』も佞臣として描きつつも、最後に身を退いたことで大乱を回避できたことを指摘して実は忠臣であったのではないか？と最終的には貞親に同情的な評価をしている。また、貞親ら側近勢力こそが義政の政権運営を支えた中核的存在であり、文正の政変による貞親ら側近勢力の排除が義政の政務放棄の一因となったとする見方もある。貞親が逼塞した期間に義政は御内書を発給できず、復帰後も勝元ら細川一族が幕府に無断で軍事関係の書状を内外に発給したため幕府の軍事権限は縮小、応仁の乱後に幕府の権力が低下するきっかけとなった。また、子の貞宗に対して『伊勢貞親教訓』を残した。
ちなみに伊勢新九郎盛時（北条早雲）は、貞親の同族備中伊勢氏の当主で貞親の腹心として幕政に関与した伊勢盛定の嫡男で、盛定の妻は貞親の姉妹であるため盛時は貞親の甥にあたるというのが近年の定説となっている。また徳川将軍家の先祖にあたる三河の国人領主松平氏宗家第3代松平信光は、貞親の被官であり、貞親の命で額田郡一揆の平定にあたるなどして勢力を伸ばし、のちに戦国大名化していったとされる。

## 伊勢貞親教訓
伊勢貞親教訓（いせさだちかきょうくん）は、室町時代後期に伊勢貞親が嫡男貞宗に対して著した教訓状である。全38条の本文及び執筆意図について記した覚書（末文と和歌1首）により構成されている）。
執筆年代については諸説あるが、貞宗が元服を控えた長禄年間とする説が有力である。伊勢氏が代々武家故実を伝承するとともに足利将軍家の嫡男の養育にあたり、また自身も足利義政の養育に尽した経験から、武家の教育において重要視すべき点を説いて、将来貞宗に期待されるであろう役割に対する自覚を促したものである。『為愚息教訓一札』と命名しているように、貞親が説いている事は伊勢氏の当主として必要であると思われた事を記した家訓であり、流布を目的に書かれたものではないが、武家、特に大名家の後継者教育に重要視されるべき点について体系的に論じられている。貞親が「“大名教育学”の祖」とされる所以である。
貞親は大きく分けて次の4つの点を重要視している。
- 神仏にたいする崇敬の念を怠らないこと。
- 政務においてあるいは一族郎党を率いる棟梁として、上下・主従の礼を厳守させること。同時に従者としての礼を守り、忠義に尽くす者に対しては恩賞を与えるなどの配慮を欠かさないこと。
- 武家として身に付けるべき教養として真っ先に「弓馬」を挙げて、日々怠ることがないことを説き、続いて学問の必要性を説く（ただし、「弓馬」ほどは強調しない）。芸能は（良くも悪くも）人目につかない程度で十分としている。これに対して犬追物は「越度（＝度を越した）なき」とし、猿楽は「よきほどに可斗」として深入りを戒めている。
- 最後に平生の礼儀を守ることの重要性を説く。特に伊勢氏は政所執事・武家故実宗家であり、日常的な部分より礼儀作法を重んじることは一族郎党に対する棟梁の権威を守り、幕府内部においての地位を保つために重要であることとする。特に来客に対して不愉快にさせないことは、政治的な味方を1人でも多く得る（逆に考えれば敵対者を生み出さない）上でも必要であるとしている。

以上の「神仏への崇敬」「公私における主従関係の徹底」「武芸を重視した教養の習得」「日常からの礼儀作法の厳守」という4点は、伊勢氏に限らず武家一般の基本的なあり方について論じている部分が多く、鎌倉幕府の北条重時による『北条重時家訓』と並んで後世に影響を与えた。

## 関連作品
映画
- 『鮫』（1964年、演：徳大寺伸）
- 『室町無頼』（2025年、演：矢島健一）

テレビドラマ
- 『花の乱』（1994年、NHK大河ドラマ、演：北村総一朗）